# Битва проклятих
«Битва проклятих» (англ. Battle of the Damned) — американський фільм 2013 року.

## Сюжет
В одній з лабораторій відбувається витік вірусу, що викликає у людей сказ. Вірус миттєво поширюється і починає перетворювати людей на зомбі. Місто закривають на карантин, встановлюють навколо нього блокаду і найближчим часом збираються його знищити. Тільки от в місті знаходиться дочка творця того самого вірусу. Тому терміново збирають загін елітних бійців, який очолює Макс Гатлінг, і дають їм завдання — знайти і евакуювати дочку важливої персони протягом доби.

## У ролях
| Актор               | Роль         |
| ------------------- | ------------ |
| Дольф Лундгрен      | Макс Гатлінг |
| Мелані Занетті      | Джуд         |
| Метт Доран          | Різ          |
| Девід Філд          | Герцог       |
| Джен Санг Отербрідж | Елвіс        |
| Лідія Лук           | Лінн         |
| Ода Марія           | Анна         |
| Джефф Прюітт        | Смайлі       |
| Керрі Вонг          | Дін          |
| Естебан Куєто       | Ернандес     |
| Бродус Меттісон     | Бродус       |
| Тім Купер           | Робот Войс   |